# Uracanthus bicoloratus
Uracanthus bicoloratus là một loài bọ cánh cứng trong họ Cerambycidae.